# Binéfar
Binéfar è un comune spagnolo di 9 288 abitanti situato nella comunità autonoma dell'Aragona.
Assieme al comune di Tamarite de Litera funge da capoluogo della comarca La Litera.